# Liste des lieux patrimoniaux de Thompson-Nicola
Cet article recense les lieux patrimoniaux du district régional de Thompson-Nicola inscrit au répertoire des lieux patrimoniaux du Canada, qu'ils soient de niveau provincial, fédéral ou municipal.

## Liste des lieux patrimoniaux
| [ 1 ] | Lieu patrimonial                         | Illustration                   | Municipalité                              | Adresse                           | Coordonnées      | No    | Constr. | Prot.                                 | Rec. | Notes |
| ----- | ---------------------------------------- | ------------------------------ | ----------------------------------------- | --------------------------------- | ---------------- | ----- | ------- | ------------------------------------- | ---- | ----- |
| M     | B.C. Sheep Breeders Building             | B.C. Sheep Breeders Building   | Kamloops                                  | 961 Lorne Street                  | 50.6753 -120.316 | 11832 | 1929    | Heritage Designation                  | 1993 |       |
| M     | CNR Station                              | Téléverser                     | Kamloops                                  | 500 Lorne Street                  | 50.6788 -120.33  | 11836 | 1927    | Heritage Designation                  | 2001 |       |
| M     | Cattle Car and Caboose                   | Cattle Car and Caboose         | Kamloops                                  | 7th Avenue at Front Street        | 50.6786 -120.323 | 12788 | 1912    | Community Heritage Register           | 2007 |       |
| F     | Gare ferroviaire de la Canadien National | Téléverser                     | Kamloops                                  | 500 Lorne Street                  | 50.679 -120.331  | 6760  | 1927    | Heritage Railway Station              | 1992 |       |
| M     | Hayden House                             | Hayden House                   | Kamloops                                  | 566 4th Avenue                    | 50.6726 -120.332 | 12787 | 1911    | Community Heritage Register           | 2007 |       |
| M     | Inland Cigar Factory                     | Inland Cigar Factory           | Kamloops                                  | 295 1st Avenue                    | 50.6755 -120.339 | 12793 | 1895    | Community Heritage Register           | 2007 |       |
| M     | Kamloops Chinese Cemetery                | Téléverser                     | Kamloops                                  | 850 Lombard Street                | 50.6781 -120.36  | 12794 |         | Heritage Designation                  | 1988 |       |
| M     | McIntosh Memorial                        | McIntosh Memorial              | Kamloops                                  | 500 block Columbia Street West    | 50.673 -120.353  | 11834 | 1932    | Heritage Designation                  | 1989 |       |
| M     | Memorial Arena                           | Memorial Arena                 | Kamloops                                  | 740 Victoria Street               | 50.6763 -120.323 | 12137 | 1949    | Community Heritage Register           | 2007 |       |
| M     | Naval Ammunition Depot Bunkers           | Naval Ammunition Depot Bunkers | Kamloops                                  | 1455 McGill Road                  | 50.6753 -120.384 | 12795 | 1945    | Community Heritage Register           | 2007 |       |
| M     | Old Bank of Commerce                     | Téléverser                     | Kamloops                                  | 118 Victoria Street               | 50.6765 -120.339 | 12792 | 1904    | Community Heritage Register           | 2007 |       |
| M     | Old Kamloops Courthouse                  | Old Kamloops Courthouse        | Kamloops                                  | 7 Seymour Street West             | 50.6751 -120.339 | 12791 | 1911    | Heritage Designation                  | 1985 |       |
| M     | Pioneer Cemetery                         | Téléverser                     | Kamloops                                  | 780 Lorne Street                  | 50.6775 -120.321 | 12785 | 1876    | Community Heritage Register           | 2007 |       |
| M     | Plaza Hotel                              | Plaza Hotel                    | Kamloops                                  | 405 Victoria Street               | 50.6756 -120.332 | 11833 | 1928    | Community Heritage Register           | 2007 |       |
| M     | St. Andrew's on the Square               | St. Andrew's on the Square     | Kamloops                                  | 159 Seymour Street                | 50.6748 -120.337 | 11835 | 1887    | Heritage Designation                  | 1999 |       |
| M     | Stoodley Residence                       | Stoodley Residence             | Kamloops                                  | 79 Nicola Street West             | 50.6729 -120.341 | 12798 | 1926    | Community Heritage Register           | 2007 |       |
| M     | Stuart Wood School                       | Téléverser                     | Kamloops                                  | 245 St. Paul Street               | 50.6736 -120.336 | 12790 | 1907    | Heritage Designation                  | 1980 |       |
| M     | Tom Bones House                          | Tom Bones House                | Kamloops                                  | 328 Royal Avenue                  | 50.6867 -120.36  | 12796 |         | Community Heritage Register           | 2007 |       |
| M     | W. A. G. Marlatt House                   | W. A. G. Marlatt House         | Kamloops                                  | 155 St. Paul Street West          | 50.675 -120.343  | 12797 | 1930    | Community Heritage Register           | 2007 |       |
| M     | William W. Bishop House                  | William W. Bishop House        | Kamloops                                  | 619 Nicola Street                 | 50.672 -120.326  | 12786 | 1913    | Community Heritage Register           | 2007 |       |
| M     | Wilson House                             | Téléverser                     | Kamloops                                  | 115 Tranquille Road               | 50.6843 -120.353 | 12799 |         | Community Heritage Register           | 2007 |       |
| P     | Ray Farm Cabin                           | Téléverser                     | Thompson-Nicola A (Wells Gray Country)    | Parc provincial Wells Gray        | 52.0586 -120.156 | 18046 |         | Parc provincial (établissement)       | 1996 |       |
| P     | Ray Farm Residence                       | Téléverser                     | Thompson-Nicola A (Wells Gray Country)    | Parc provincial Wells Gray        | 52.0584 -120.156 | 18072 |         | Parc provincial (établissement)       | 1996 |       |
| P     | Hat Creek Ranch                          | Téléverser                     | Thompson-Nicola I (Blue Sky Country)      | 4061 Sea to Sky Highway           | 50.8854 -121.409 | 2856  | 1860    | Other Prescribed Heritage Property    | 1981 |       |
| P     | McAbee Fossil Beds Heritage Site         | Téléverser                     | Thompson-Nicola I (Blue Sky Country)      | Highway 97                        | 50.7972 -121.141 | 19023 | 1860    | Provincial Heritage Site (Designated) | 2012 |       |
| P     | Steelhead Cemetery                       | Téléverser                     | Thompson-Nicola J (Copper Desert Country) | Parc provincial de Steelhead (en) | 50.7556 -120.866 | 18071 |         | Parc provincial (établissement)       | 1995 |       |